# Malvella leprosa
Malvella leprosa är en malvaväxtart som först beskrevs av Casimiro Gómez de Ortega, och fick sitt nu gällande namn av Antonio Krapovickas. Malvella leprosa ingår i släktet Malvella och familjen malvaväxter. Inga underarter finns listade i Catalogue of Life.